# HMS Shropshire (73)
HMS Shropshire byl těžký křižník sloužící v Royal Navy a jako HMAS Shropshire v Royal Australian Navy v období druhé světové války. Byl jednou ze čtyř jednotek třídy London, která byla druhou skupinou třináctičlenné třídy County.

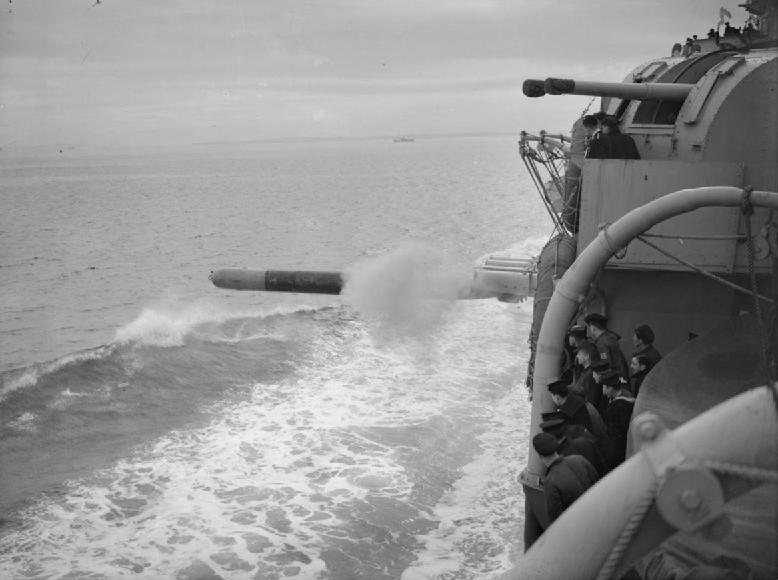
Posádka sleduje odpálení torpéda. Za pozornost stojí i dvoudělová věž se 102mm kanóny

Shropshire byl postaven v letech 1926–1929 v loděnicicích William Beardmore and Company ve skotském Dalmuiru. Po dokončení loď převzalo Britské královské námořnictvo a v době vypuknutí druhé světové války sloužila ve Středomoří, poté v také v Jižním Atlantiku a také proti Italském Somálsku. Poté, co Australské námořnictvo ztratilo v bitvě u ostrova Savo těžký křižník HMAS Canberra, bylo rozhodnuto předat Austrálii náhradou právě Shropshire. Australské námořnictvo loď převzalo v polovině roku 1943 a křižník pak operoval v Pacifiku, například se účastnil bitvy u Leyte a nakonec byl i přítomen podepsání japonské kapitulace v Tokijské zátoce v srpnu 1945. V roce 1954 byla loď sešrotována.

## Uživatelé
- Royal Navy
- Royal Australian Navy